# دالر إمبراطوري هولندي
الدالر الإمبراطوري الهولندي (بالألمانية: Reichsthaler) كان العملة الرسمية للإمبراطورية الرومانية المقدسة، أسس في العام 1566 من قبل مؤتمر لايبزيغ. كان أيضا اسم وحدة محاسبة في شمال ألمانيا وعملة فضية أصدرت في بروسيا.

## عملة الرايشستالر
حدد مؤتمر لايبزيغ الدالر الإمبراطوري كعملة تحتوي على 1/9 مارك كولوني من الفضة. أصدرت ولايات الإمبراطورية الرومانية المقدسة المختلفة الدالر الإمبراطوري بالإضافة إلى عملات أصغر دون قيد على طريقة التجزئة. في عام 1754، استبدل الدالر الإمبراطوري بالكونفنسيونستالر (الذي احتوى على 1/10 مارك من الفضة).

## وحدة المحاسبة الدالر الإمبراطوري
في الفترة التي كان يصدر فيها عملة الدالر الإمبراطوري، استُخدم كوحدة محاسبة في شمال ألمانيا تساوي 3/4 الدالر الإمبراطوري المعدنية أي 1/12 مارك من الفضة. بعد 1754، ظلت الوحدة مستخدمة (ك3/4 كونفنسيونستالر أي 3/40 مارك من الفضة)، لكن تسميتها الشائعة أصبحت تالر.
في معظم الولايات التي استخدم فيها الدالر الإمبراطوري كوحدة محاسبة، قسم إلى 288 فينيغ (بالألمانية: Pfennig)، مع فئات متوسطة مثل الغروشن (بالألمانية: Groschen) أو غوتغروشن (بالألمانية: Gutegroschen) بقيمة 12 فينيغ (أي 1/24 الدالر الإمبراطوري) ومارينغروشن (بالألمانية: Mariengroschen) بقيمة 8 فينيغ (أي 1/36 الدالر الإمبراطوري).

## الدالر الإمبراطوري البروسي
في عام 1750، اتخذت بروسيا الدالر الإمبراطوري تحتوي على 1/14 مارك من الفضة. أسمي هذا المعيار غراومانشر فوس (بالألمانية: Graumannscher Fuß) على اسم مؤسسه فيليب غراومان.
في أوائل القرن التاسع عشر، استبدل المعيار الأصغر للدالر الإمبراطوري البروسي المعيار الأكبر المستخدم في معظم ولايات شمال ألمانيا (تالر هانوفر، تالر هسن كاسل، تالر مكلنبورغ وتالر ساكسونيا).
أصبح المعيار البروسي جزء من العملة المستخدمة في جنوب ألمانيا بعد توحيد العملة عام 1837. أصبح التالر يساوي 1¾ غلدن جنوبي.
استبدل الدالر بالفيراينستالر (بالألمانية: Vereinsthaler) ذو الوزن المشابه عام 1857.